# Spring.me
O Spring.me, anteriormente Formspring, foi uma rede social que permitia aos usuários receberem perguntas de outros usuários ou de pessoas não cadastradas. As perguntas eram enviadas para a caixa de entrada, de onde o usuário podia escolher entre respondê-las ou excluí-las. Todas as respostas eram armazenadas no perfil do usuário, onde qualquer um podia vê-las.
O Formspring permitia conexões com outras redes, como Facebook, Twitter, Blogger e Tumblr, o que permitia que a rede social fosse divulgada amplamente.
Essa rede social foi utilizada por empresas e governos como uma forma de receber feedback do público. No Brasil, o governo do estado de São Paulo e empresa de automóveis Fiat aderiram ao uso da rede. Esta última o usou para realizar a auto-proclamada "maior entrevista coletiva do mundo, para o lançamento do carro Fiat Uno em 2010.
O site anunciou em março de 2013 que seu fechamento ocorreria em 15 de abril do mesmo ano, porém em 31 de março, em seu blog, informou que um acordo de última hora foi fechado para manter o mesmo no ar, sem revelar maiores detalhes desta transação. A rede social acabou sendo incorporada ao Twoo.

## História
Formspring foi lançado em novembro de 2009 pelos designers de construção de formulários online da Formstack como um projeto paralelo. Eles perceberam que a maioria de seus usuários estavam usando o serviço para criar formas de "Ask me anything" ("Pergunte-me qualquer coisa"), e decidiram lançar um site separado para facilitar isso.
No lançamento, Formspring foi referido pelo seu URL completo, formspring.me, para distingui-lo de Formstack, que era naquela época também chamado de Formspring. Quando formspring.me começou a se tornar popular, o site Formspring original foi renomeado para evitar confusão entre os dois.
Formspring logo foi cindida em uma companhia separada. Devido à sua popularidade repentina, uma série de sites rapidamente implementou características semelhantes, serviços de "Ask Me", tais como Ask.fm, Tumblr e MyYearbook.
Em 3 de junho de 2010, Formspring lançou uma grande reformulação, revisando todos os aspectos do site.
Em março de 2013, virou Spring.me e posteriormente integrou ao Twoo, porém com a ausência do conteúdo original. O fim da rede social foi ocasionado por uma série de fatores, como falhas de segurança, espaço pra cyberbullying e desuso.

## Controvérsia
Formspring já recebeu algumas controvérsias, principalmente entre os adolescentes, por abrir a porta para a perseguição e o bullying, devido ao anonimato das entradas. Uma luta entre vários alunos da Harrisburg, Pennsylvania High School, que começou após uma discussão sobre o Formspring, recebeu alguma atenção da mídia em fevereiro de 2010.
Em 12 de março de 2010, uma notícia hoax dizendo que os criadores planejavam revelar informações pessoais sobre seus usuários espalhados no Twitter e outros sites de rede social.
Em 22 de março de 2010, uma aluna de 17 anos da West Islip, NY High School cometeu suicídio, dizem que após dezenas de comentários ofensivos sobre ela foram colocados no Formspring nos dias que antecederam a sua decisão. Logo depois, um local de boicote popular do site Formspring começou.
A seção de suporte do site instruiu os usuários que enfrentam o assédio, a negar perguntas anônimas, bloquear usuários indesejados, ou, no caso de uma ameaça ou crime, pediu aos usuários que mantivessem contato com a polícia.